# Odontome
 Mise en garde médicale
Une odontomie, généralement appelé odontome est une tumeur bénigne liée au développement des dents. Plus précisément, il s'agit d'un hamartome dentaire, ce qui signifie qu'il est composé de tissu dentaire normal qui s'est développé de manière irrégulière. Il comprend à la fois les tissus odontogènes durs et mous. Comme pour le développement normal des dents, les odontomes cessent de croître une fois matures, ce qui les rend bénins.
L'âge moyen des personnes trouvées avec un odontome est de 14 ans. La condition est fréquemment associée à une ou plusieurs dents qui n'ont pas fait rompre et est souvent détectée par l'incapacité des dents à faire éruption au moment prévu. Bien que la plupart des cas soient touchés dans la mâchoire, il existe des cas où des odontomes ont éclaté dans la cavité buccale.